# اوزیورنو-کوزنتسوفسکی لسخوز
اوزیورنو-کوزنتسوفسکی لسخوز (به لاتین: Ozyorno-Kuznetsovsky Leskhoz) یک منطقهٔ مسکونی در روسیه است که در سرزمین آلتای واقع شده‌است.